# Néssanon
Néssanon est une commune rurale située dans le département de Cassou de la province du Ziro dans la région du Centre-Ouest au Burkina Faso.